# Algophobie
L'algophobie (du grec moderne : ἄλγος, álgos « douleur » et φόβος, phóbos, « peur ») est une phobie de la douleur — une crainte pathologique et persistante de la douleur qui est plus intense que la normale. Ce type de crainte est considéré comme l'une des plus fréquentes. Elle peut être traitée à l'aide d'anxiolytiques ou grâce à des thérapies.

## Description
L'algophobie est une phobie considérée comme cyclique, ou autodestructrice, de nature à causer des symptômes phobiques qui pourraient élever la peur ressentie. En d'autres termes, les symptômes de cette condition comme de l'anxiété, une peur panique et de l'inquiétude peuvent causer une douleur physique comme des maux de tête ou des douleurs musculaires. Les symptômes de cette phobie peuvent également intensifier une blessure ou une autre condition physique douloureuse. La manière dont l'algophobie se manifeste varie selon les individus. Lorsqu'elle se manifeste, les individus font l'expérience d'une douleur ou d'une peur d'une douleur qui pourrait survenir. Les patients souffrent de symptômes impliquant hyperventilation, tremblements, anxiété, nausée et/ou vomissements et peur panique.
Éviter ces symptômes déplaisants signifie également éviter toute situation qui puisse les provoquer. Les algophobes font particulièrement attention à leurs habitudes et à toute situation à risque — peu importe son importance — de blessure physique. Ils peuvent également paniquer rien qu'à l'idée de vivre de tels moment comme aller chez le docteur pour un vaccin ou aller chez le dentiste, des endroits dans lesquels ils risquent d'avoir mal. Certains algophobes ingèrent des doses importantes de médicaments pour éviter la douleur. Il est difficile de savoir quelle manière les algophobes emploient pour tenter de résoudre leurs problèmes. Certains se dirigent directement aux urgences hospitaliers, tandis que d'autres ingèrent des médicaments lorsqu'ils ressentent une douleur particulière. Les patients peuvent se soigner à l'aide de psychothérapies.